# Толкін Блек
Токен (Толкін) Блек — вигаданий персонаж мультсеріалу для дорослих «Південний парк». У перших появах його озвучував Трей Паркер, але в 2000 році художній керівник «Південного парку» Едрієн Берд обійняв цю посаду і з тих пір виконує роль персонажа.
Спочатку персонаж був названий «Токен Вільямс», а потім «Токен Блек», як гра на токенізм. Його ім'я було повторено в епізоді « The Big Fix » до Толкієна, названого на честь Дж. Р. Р. Толкіна.

## Біографія
Толкін відвідує початкову школу South Park, спочатку він був учнем третього класу містера Гаррісона, а потім перейшов до четвертого класу.
Спочатку він був єдиним темношкірим учнем, який відвідував школу, поки Ніколь Деніелс не з'явилася в « Cartman Finds Love ».
Мешкає в Саут-Парку, він є єдиною дитиною та сином Стіва та Лінди Блек, які спочатку були єдиною афроамериканською сім’єю в місті, поки не з’явилася родина Деніелс.

## Персонаж

### Створення та дизайн
Толкін дебютував у першому епізоді серіалу, « Cartman Gets an Anal Probe », хоча не мав жодних усних реплік. Він був складений з будівельного паперу та анімований за допомогою стоп-моушну. Починаючи з « Weight Gain 4000 » і далі, його анімують у цифровому вигляді, але таким чином, що імітує оригінальне використання будівельного паперу. Толкіну не пропонується такий самий вільний рух, як персонажам, намальованим від руки, оскільки він зображений під одним кутом і анімований ривками.
Толкін — афроамериканець із темно-коричневою шкірою та коротким чорним волоссям, зазвичай носить світло-фіолетову сорочку з довгим рукавом із жовтою літерою «Т» на ній та темно-сині джинси. До 5 сезону Толкін, як і інші афроамериканці, мав темнішу шкіру. Едрієн Бірд розмовляє зі своїм звичайним вокальним діапазоном і редагується за допомогою Pro Tools, який змінює висоту звуку на висоту четвертокласника.
Після випуску « The Big Fix » ім’я Толкіна було відредаговано в усіх раніше опублікованих матеріалах, щоб відповідати реткону, включаючи субтитри минулих епізодів. Оскільки «The Big Fix» встановлює, що Стен і Ренді не знали справжнього імені Толкіна до цього моменту, ім’я Толкіна все ще має підзаголовок «Токен» у їхньому діалозі.

### Особистість і риси
У « With Apologies to Jesse Jackson » Толкін засмучений використанням Ренді Маршем слова « niggers » в «Wheel of Fortune і відмовився погодитися на вимогу Стена, щоб він заявив, що це не проблема. У « Christian Rock Hard » його все більше дратує те, що Ерік Картман потурає расовим стереотипам. У цьому епізоді він дратується, коли може спонтанно грати на бас-гітарі, незважаючи на те, що ніколи не навчився на ній грати, що підтверджує одне з тверджень Картмана, що "всі чорні люди вміють грати на бас-гітарі. Расова мова Картмана досягає кульмінації в тому, що Толкін б'є його в кінці епізоду.
Толкін показаний як талановитий співак в епізодах « Wing » і « Here Comes the Neighborhood ».

## Оцінка
Журнал Paste поставив його під № 17 у списку під назвою «Топ-20 найкращих персонажів Південного Парку». Looper поставив його під № 19 у списку під назвою «25 популярних персонажів Південного Парку від найгірших до найкращих».